# Fatal Five
I Fatal Five sono dei personaggi immaginari, un gruppo di super criminali del XXX secolo nell'Universo DC. Furono creati da Jim Shooter e comparvero per la prima volta in Adventure Comics n. 352 (1967) come nemici della Legione dei Super-Eroi.

## Storia della squadra
Originariamente una gang di supercriminali assemblati dalla Legione dei Super-Eroi per aiutarli a distruggere il Mangiatore di Soli che minacciava la Terra, l'Imperatrice Smeraldo, Mano, il Persuasore e Validus, guidati da Tharok, successivamente si scontrarono con la Legione numerose volte.
Una successiva incarnazione consistette dell'Imperatrice Smeraldo, del Persuasore, Flare, un Rimboriano con il potere del fuoco, Caress, che possedeva il tocco acido mortale, e Mentalla, un'espulsa della Legione che lavorava segretamente contro i Five tentando di procurarsi un posto tra gli eroi.
La prima storia in Legionnaires (1993) vedeva la Legione SW6 scontrarsi con i Fatal Five comprendenti Tharok, Mano, il Persuasore, la nuova Imperatrice Smeraldo ed un mostruoso essere chiamato Mordecai.

### Ora Zero
Dopo il rinnovo della Legione nell'Ora zero, i Fatal Five originali furono reintrodotti in Legion of Superheroes n. 78 (1996), di nuovo insieme per battere il Mangiatore di Soli (sebbene fu più tardi rivelato che tale essere non esisteva).
Nel crossover Teen Titans/Legione dei Supereroi, il Persuasore utilizzò la sua "ascia atomica" per fare arrivare nel presente i Fatal Five di altre dimensioni per dare vita ai Fatal Five-Hundred.

### Un Anno Dopo
I Fatal Five non videro più nella terza versione della Legione, ma in The Brave and the Bold una versione della squadra fu portata nel presente dal Signore del Tempo, perché lo potessero aiutare ad ottenere un'arma potente. Quando i suoi piani furono sventati da Batman e Blue Beetle li abbandonò nel XXI secolo. Dopo che Batman e Tharok furono accidentalmente fusi in un unico essere, il gruppo fece ritorno al proprio tempo per ritrovarsi direttamente nella prigione della Legione.

### Crisi Finale
Tutti i membri dei Fatal Five furono tra i supercriminali nella Legione dei Supercriminali di Superman-Prime.

## Altre versioni
Una versione dei Fatal Five comparve in Tangent Comics, dove la squadra era composta delle versioni Tangent Comics di Ice, Ladro di Ombre, Kid Psycho, Deathstroke e Count Viper. E la loro successiva comparsa in un flashback nella serie Tangent: Superman's Reign del 2008, in cui vennero mostrati dopo aver assassinato il secondo Atomo. Questa versione dei Fatal Five esisteva sulla Terra-97 del vecchio multiverso, che rinaque come Terra-9 del nuovo multiverso.

## Altri media
- I Fatal Five fecero la loro prima comparsa televisiva nell'episodio Lontani da casa della serie animata del DC Animated Universe Justice League Unlimited, in cui comparvero anche Supergirl e la Legione dei Supereroi.
- I Fatal Five, consistente dei cinque membri originali (sebbene sia l'Imperatrice Smeraldo e non Tharok, il leader), furono il gruppo di nemici principali nella serie animata della Legion of Super Heroes. Il gruppo comparve in quattro episodi nella prima stagione. Non è chiaro come e quando il gruppo si assemblò in questa continuità; la storia del Mangiatore di Soli fu adattato per divenire il nemico dell'ultima puntata della prima stagione ma i Fatal Five furono i criminali combattuti in tutta la stagione. I Fatal Five furono liberati da Imperiex insieme alla Legione dei Supercriminali dalla loro prigione, sebbene il gruppo si fosse sciolto quando Validus fu preso da Imperiex e l'Imperatrice Smeraldo fu resa impotente da Matter-Eater Lad e abbandonata dai suoi compagni di squadra. Sia Validus che il Persuasore furono successivamente visti lavorare autonomamente, nonostante sotto il controllo di Imperiex.
- Il Persuasore comparve nell'ottava stagione della serie televisiva Smallville, nell'episodio intitolato La legione. Rubò un anello volante della legione, viaggiò nel tempo e utilizzò la sua ascia per rompere il cristallo della Zona fantasma di Clark Kent. Tuttavia, fu velocemente sconfitto da Lightning Lad, Cosmic Boy e Saturn Girl.
- I Fatal Five comparve come nemici principali nel film d'animazione del DC Animated Universe Justice League vs. the Fatal Five, sotto la guida della malvagia Imperatrice Smeraldo, basato dopo gli eventi dell'ultima serie animata del DCAU.